# Politica del Belgio
In Belgio non esistono formazioni politiche attive su scala nazionale; i partiti sono invece espressione delle comunità linguistico-culturali del Paese: fiamminga, vallona e germanica. Il sistema partitico è quindi molto frammentato: in Parlamento sono rappresentati più di dieci partiti.
Dopo un governo guidato dal cristiano-democratico fiammingo Yves Leterme, a capo di una coalizione mista, è iniziata la crisi di governo più lunga dell'ultimo secolo (526 giorni, più della crisi irachena).
Il 2 marzo 2011 Alberto II ha incaricato il cristiano democratico fiammingo Wouter Beke di creare un governo provvisorio, ma dopo oltre due mesi di inconcludenti consultazioni ha chiesto di essere sollevato dall'incarico. Il 16 maggio viene di nuovo dato l'incarico (il primo, infruttuoso, nel 2010) a Elio Di Rupo, ma anch'egli rassegna le sue dimissioni il 21 novembre per poi ritirarle cinque giorni dopo.

## Partiti politici

### Partiti fiamminghi
- Centrosinistra
  - Partito Socialista Differente (Socialistische Partij Anders, sp.a): centro riformista - 
  - Verdi (Groen): verdi ecologisti -
- Centro
  - Cristiano-Democratici e Fiamminghi (Christen-Democratisch en Vlaams, CD&V): centro cattolico -
- Centrodestra
  - Nuova Alleanza Fiamminga (Nieuw-Vlaamse Alliantie, N-VA): nazionalisti fiamminghi - 
  - Liberali e Democratici Fiamminghi Aperti (Open Vlaamse Liberalen en Democraten, Open vld): liberaldemocratici -  Archiviato il 9 febbraio 2014 in Internet Archive.
- Estrema destra
  - Interesse Fiammingo (Vlaams Belang): nazionalisti di estrema destra favorevoli all'indipendenza delle Fiandre -
- Estrema sinistra
  - Partito del Lavoro del Belgio (Partij van de Arbeid van België, PVDA): comunisti - 
  - Rood!: socialisti, nati da una scissione della sp.a -

### Partiti francofoni
- Centrosinistra
  - Partito Socialista Belga (Parti socialiste belge): sinistra socialista - 
  - Ecolo (Écologistes confédérés pour l'organisation de luttes originales): verdi ecologisti -
- Centro
  - Centro Democratico Umanista (Centre démocrate humaniste): centro riformista cristiano -
- Centrodestra
  - Movimento Riformatore (Mouvement réformateur): centrodestra moderato - 
  - Fronte Democratico dei Francofoni (Front démocratique des francophones): centrodestra moderato - 
  - Movimento dei Cittadini per il Cambiamento (Mouvement des citoyens pour le changement): centrodestra liberaldemocratico - 
  - Partito Riformatore Liberale (Parti réformateur libéral): centrodestra liberale e liberista -  Archiviato il 6 luglio 2007 in Internet Archive.
- Estrema Destra
  - Fronte Nazionale (Front national), divenuto nel 2012 Democrazia Nazionale (Belgio): estrema destra -
- Organizzazioni non allineate
  - Unione dei Francofoni (Union des francophones) -

### Partiti germanofoni o presenti nelle regioni orientali
- Centrosinistra
  - Partito Socialista Belga (Parti socialiste belge): socialisti -  Archiviato il 17 giugno 2012 in Internet Archive.
  - Partito dei Belgi Germanofoni (Parti des Belges germanophones): autonomisti - 
  - Ecolo: ecologisti -
- Centro
  - Partito Cristiano Sociale (Christlich Soziale Partei): cristiano sociali -
- Centrodestra
  - Partito per la Libertà e il Progresso (Partei für Freiheit und Fortschritt): destra autonomista - 
  - ProDG
- Organizzazioni non allineate
  - Vivant: socio-liberali -  Archiviato il 30 giugno 2005 in Internet Archive.

## Governo De Croo
| Ministro | Nome                              | Partito  |
| --- | --------------------------------- | -------- |
| Primo ministro                                                                                                   | Alexander De Croo                 | Open Vld |
| Primo Vice Primo ministro, Lavoro e economia                                                                     | Pierre-Yves Dermagne              | PS       |
| Secondo Vice Primo ministro, Affari esteri ed europei, commercio internazionale e istituzioni culturali federali | Sophie Wilmès(fino al 14/07/2022) | MR       |
| Secondo Vice Primo ministro, Affari esteri ed europei, commercio internazionale e istituzioni culturali federali | Hadja Lahbib(dal 15/07/2022)      | MR       |
| Terzo Vice Primo ministro, Mobilità e dell'Azienda Ferroviaria Nazionale                                         | Georges Gilkinet                  | Ecolo    |
| Quarto Vice Primo ministro, Finanze                                                                              | Vincent Van Peteghem              | CD&V     |
| Quinto Vice Primo ministro, Salute e affari Sociali                                                              | Frank Vandenbroucke               | Vooruit  |
| Sesto Vice Primo ministro, Servizio Civile, Imprese Pubbliche, Telecomunicazioni e Servizi Postali               | Petra De Sutter                   | Groen    |
| Settimo Vice Primo ministro, Giustizia e mare del Nord                                                           | Vincent Van Quickenborne          | Open Vld |
| Interno | Annelies Verlinden                | CD&V     |
| Difesa | Ludivine Dedonder                 | PS       |
| Energia | Tinne Van der Straeten            | Groen    |
| Ambiente e Sviluppo Sostenibile                                                                                  | Zakia Khattabi                    | Ecolo    |
| Classe media, PMI, lavoratori autonomi, agricoltura e affari istituzionali                                       | David Clarinval                   | MR       |
| Cooperazione allo sviluppo e della politica urbana                                                               | Meryame Kitir                     | Vooruit  |
| Pensioni, integrazione sociale, lotta alla povertà e persone disabili                                            | Karine Lalieux                    | PS       |